# Heworth Without
Heworth Without – civil parish w Anglii, w hrabstwie North Yorkshire, w dystrykcie (unitary authority) York. Leży 5 km na północny wschód od miasta York i 283 km na północ od Londynu. W 2011 civil parish liczyła 2191 mieszkańców.